# Tratado de Amistad y Cooperación entre España y Portugal de 1977
El Tratado de Amistad y Cooperación de 1977 es un tratado firmado entre España y Portugal el 22 de noviembre de 1977 y ratificado el 17 de abril de 1978. Su propósito era el de fortalecer los vínculos de amistad y solidaridad entre España y Portugal.
Un nuevo tratado de amistad fue firmado en 2021.

## Antecedentes
La Revolución de los Claveles y la Transición española llevaron a ambos países a regímenes democráticos. El último acuerdo entre España y Portugal fue en 1942 con la firma del Pacto de No Agresión, por el cual ambas naciones se vinculaban a cooperar y a no combatir entre ellas. Fue firmado por Nicolás Franco (hermano del dictador) y por el dictador Salazar en febrero de ese año. En este acuerdo se pretendió vincular a Portugal a España, alejándola de la influencia británica. Tras la caída de los regímenes autocráticos este pacto quedó obsoleto. 